# Шеппард, Эйша
Эйша Шеппард (англ. Aisha Sheppard; род. 13 ноября 1998 года, Алегзандрия, штат Виргиния, США) — американская профессиональная баскетболистка, выступающая в женской национальной баскетбольной ассоциации за клуб «Лас-Вегас Эйсес», которым и была выбрана на драфте ВНБА 2022 года во втором раунде под двадцать третьим номером. Играет на позиции разыгрывающего защитника.

## Ранние годы
Эйша родилась 13 ноября 1998 года в городе Алегзандрия (штат Виргиния), дочь Дарлин Шеппард, у неё есть три брата и сестры, а училась в городе Бакистаун (штат Мэриленд) в католической подготовительной школе Сент-Джонс, в которой выступала за местную баскетбольную команду.